# Benvenuto reverendo!
Benvenuto reverendo! è un film del 1950 diretto da Aldo Fabrizi.

## Trama
Giuseppe è un ladro che, subito dopo essere stato liberato dalla prigione, si reca a Bellegra di Sopra, un piccolo paese del Lazio meridionale, per consegnare al parroco del paese, don Valerio, una lettera di raccomandazione perché lo aiuti a trovare lavoro. Giuseppe non riesce però a incontrare don Valerio, perché quest'ultimo è ammalato. Spinto dalla fame, ruba 100 lire dalla cassetta delle elemosine nella chiesa, con l'intenzione di restituire la somma una volta trovato lavoro. Viene tuttavia sorpreso da una donna che dà l'allarme e fa accorrere numerosi abitanti armati di bastoni e forconi. Per sfuggire agli inseguitori, Giuseppe si traveste da prete e, appena dispersa la folla, si allontana dal paese.
Strada facendo, ancora vestito da prete, viene visto da un brigadiere dei carabinieri che lo scambia per un vero sacerdote e lo invita ad andare nel castello di Bellegra di Sotto. Don Fernando, il castellano, è un latifondista preoccupato perché i suoi contadini hanno iniziato una serie di agitazioni occupando le terre e gli allevamenti. Egli chiede a Giuseppe di convincere i contadini a rinunciare alle loro rivendicazioni: in cambio gli offre 300 000 lire per il restauro della chiesa bombardata durante la guerra. Il sedicente Don Peppino si reca nella chiesa del villaggio, occupata da una ragazza madre priva di abitazione, e fraternizza con la giovane donna a cui confida la sua condizione di ladro e fa intendere che entrambi potrebbero aiutarsi l'uno con l'altro. Interviene nell'assemblea dei contadini in sciopero dando loro ragione circa la bontà delle loro rivendicazioni e impedisce alcuni tentativi di violenza da parte degli scioperanti, sia contro i crumiri che contro il figlio del padrone catturato mentre si recava in un paese vicino per chiedere l'intervento della forza pubblica conto i contadini. Agisce inoltre da catalizzatore sociale, per cui lo stesso castellano viene meno al suo atteggiamento aggressivo e concede le terre da bonificare ai contadini. Giuseppe rinuncia ad Anna, la giovane donna che aveva occupato la chiesa e alla quale si stava affezionando, quando comprende che il figlio del castellano, che l'aveva sedotta e messa incinta, è disposto a far fronte ai suoi doveri. Infine, questa volta in abiti borghesi, restituisce tutto il denaro ricevuto dai fedeli e lascia la comunità dalla quale, come prete, ha ottenuto affetto e riconoscenza.

## Produzione
Nella realtà il film è stato girato fra Roma e altre località laziali. 
La chiesa da cui Peppino scappa (vestito in talare) dopo il furto dei soldi dall'elemosiniera nella realtà è la Basilica di Sant'Anastasia al Palatino a Roma. La scena della fuga fra le campagne include la visione di una chiesa: la località del girato è Montefiascone.
Il castello di Fernando (Van Riel), ricco proprietario terriero che scambia Peppino (Fabrizi) per un vero sacerdote si trova anch'essa a Roma, è il castello di Castel di Decima. Fu filmato molti anni dopo in un altro film: Operazione San Pietro (1967).

## Botteghino
L'incasso accertato fino al 31 dicembre 1952 è stato di 170.100.000 £.